# Landkreis Straubing-Bogen
Der Landkreis Straubing-Bogen liegt im Nordwesten des bayerischen Regierungsbezirks Niederbayern. 

## Geografie

### Lage
Der Landkreis Straubing-Bogen wird von West nach Ost von der Donau durchflossen. Sie teilt das Kreisgebiet in zwei etwa gleich große Teile unterschiedlicher Landschaften. Nördlich der Donau zieht sich das Vorland mit den Ausläufern des Bayerischen Waldes bis zu Höhen von über 1000 m hinauf. Am äußersten Ostrand des Kreises liegt der Hirschenstein (1092 m). In der Donauniederung liegen vor allem Auwälder, Wiesen und Weiden. Südlich der Donau geht die Donauebene in das Donau-Isar-Hügelland über. In der Donauebene wird vor allem Landwirtschaft betrieben. 
Im Kreisgebiet münden die Große Laber und die Aiterach von rechts sowie die Kinsach und der Bogenbach von links in die Donau.

### Nachbarkreise
Der Landkreis grenzt im Uhrzeigersinn (im Norden beginnend) an die Landkreise Cham, Regen, Deggendorf, Dingolfing-Landau, Landshut und Regensburg. Des Weiteren umschließt der Landkreis die kreisfreie Stadt Straubing, die sein Verwaltungssitz ist.

## Geschichte

### Landgerichte
Das Gebiet des Landkreises Straubing-Bogen gehörte früher zum Großteil den Grafen von Bogen, doch kam es schon sehr bald zu Bayern. 1803 wurden die Landgerichte Straubing und Mitterfels errichtet, die zum Regenkreis, später Unterdonaukreis gehörten, der 1838 in Niederbayern umbenannt wurde. Im gleichen Jahr wurde das Landgericht Bogen errichtet. Bereits 1809 wurde Straubing eine kreisunmittelbare Stadt.

### Bezirksämter
Im Jahr 1862 wurde aus dem Landgericht Straubing das gleichnamige Bezirksamt, das neue Bezirksamt Bogen umfasste die Landgerichte Bogen und Mitterfels.

### Landkreise
Am 1. Januar 1939 wurde wie sonst überall im Deutschen Reich die Bezeichnung Landkreis eingeführt. So wurden aus den Bezirksämtern die Landkreise Bogen, Mallersdorf und Straubing.

### Landkreis Straubing-Bogen
Im Rahmen der Gebietsreform in Bayern wurde am 1. Juli 1972 der Landkreis Straubing-Bogen gebildet aus
- dem Gebiet des bisherigen Landkreises Straubing mit Ausnahme des Gebiets der Gemeinden Alburg, Hornstorf, Ittling und Kagers,
- dem Gebiet des bisherigen Landkreises Bogen mit Ausnahme des Gebiets der Gemeinde Bernried,
- einem Gebietsteil der bisherigen Gemeinde Grub des bisherigen Landkreises Kötzting
- dem Gebiet der Gemeinden Allkofen, Eitting, Geiselhöring, Grafentraubach, Graßlfing, Greißing, Haader, Hadersbach, Haindling, Hainsbach, Hirschling, Hofkirchen, Laberweinting, Mallersdorf, Niederlindhart, Oberhaselbach, Pfaffenberg, Sallach, Upfkofen, Wallkofen und Weichs des bisherigen Landkreises Mallersdorf
- dem Gebiet der Gemeinden Höhenberg, Niederachdorf, Obermiethnach, Pillnach und Pondorf und dem östlichen Teil des gemeindefreien Gebiets Waxenberger Forst des Landkreises Regensburg.[3]

Am 1. Mai 1978 wechselte die Gemeinde Großenpinning aus dem Landkreis Dingolfing-Landau in den Landkreis Straubing-Bogen und wurde nach Oberschneiding eingemeindet.

### Einwohnerentwicklung

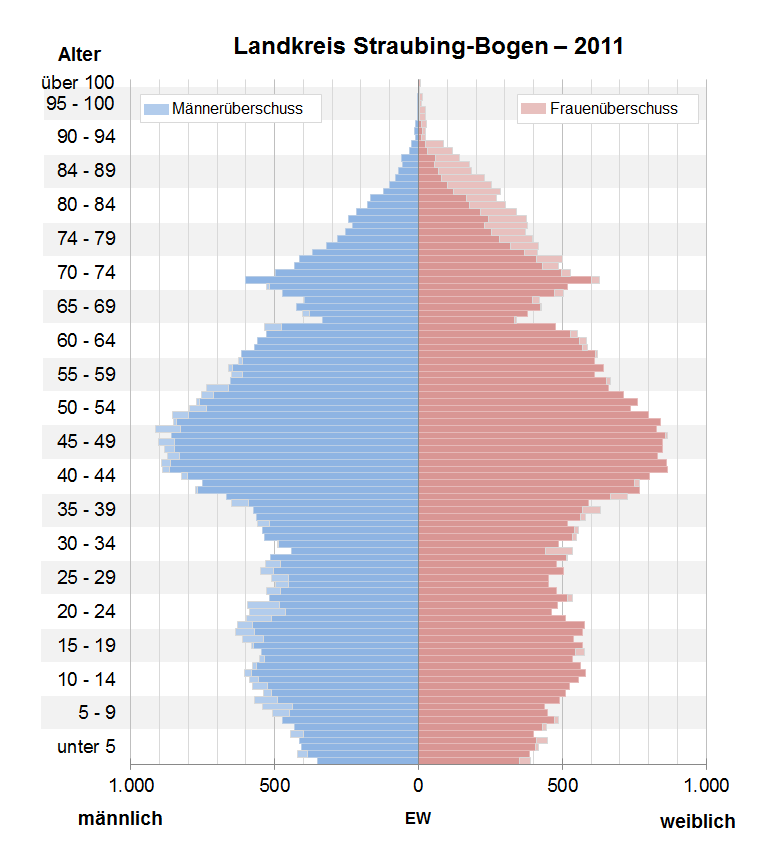
Bevölkerungspyramide für den Kreis Straubing-Bogen (Datenquelle: Zensus 2011.)

Von 1988 bis 2008 wuchs der Landkreis Straubing-Bogen um über 16.000 Einwohner bzw. um rund 20 %. 
Im Zeitraum 1988 bis 2018 wuchs der Landkreis von 81.577 auf 100.649 um 19.072 Einwohner bzw. um 23,4 %. In 11 von 37 Gemeinden erhöhte sich die Bevölkerung um mehr als 40 %, besonders im Nahbereich der kreisfreien Stadt Straubing. 
Die nachfolgenden Zahlen beziehen sich auf den Gebietsstand vom 25. Mai 1987:
| Jahr      | 1840   | 1871   | 1900   | 1925   | 1939   | 1950   | 1961   | 1970   | 1987   | 1991   | 1995   | 2000   | 2005   | 2010   | 2015   | 2019    | 2020    |
| Einwohner | 56.671 | 63.854 | 65.273 | 68.573 | 70.126 | 90.111 | 74.748 | 78.499 | 81.062 | 85.654 | 90.923 | 95.242 | 97.797 | 97.591 | 98.806 | 101.120 | 101.745 |

## Politik

### Landräte
- 1. Juli 1972–30. April 1978: Franz Xaver Hafner (CSU), (1948–1972 Landrat Kreis Bogen)
- 1. Mai 1978–30. April 2002: Ingo Weiß (CSU)
- 1. Mai 2002–30. April 2014 Alfred Reisinger (CSU)
- seit 1. Mai 2014: Josef Laumer (CSU)

### Kreistag
Die Kommunalwahlen 2002 bis 2020 führten zu den folgenden Sitzverteilungen im Kreistag:
|                                       | 2002 | 2008 | 2014 (ungültig) | 2015 | 2020 |
| ------------------------------------- | ---- | ---- | --------------- | ---- | ---- |
| CSU                                   | 34   | 32   | 31              | 28   | 26   |
| Freie Wähler                          | 9    | 11   | 12              | 13   | 13   |
| SPD                                   | 8    | 7    | 7               | 7    | 5    |
| ödp/Parteifreie Umweltschützer/-innen | 5    | 5    | 5               | 7    | 6    |
| FDP/Freie Wählergruppe                | 2    | 3    | 3               | 3    | 3    |
| REP                                   | 1    | 1    | -               | -    | -    |
| GRÜNE                                 | 1    | 1    | 2               | 2    | 4    |
| AfD                                   | -    | -    | -               | -    | 3    |
| Gesamt                                | 60   | 60   | 60              | 60   | 60   |

Die Amtsperiode des aus der Wahl am 16. März 2014 hervorgegangenen Kreistags endete vorzeitig, da das Wahlergebnis wegen Wahlfälschung für ungültig erklärt wurde. Die Nachwahl des Kreistags fand am 1. Februar 2015 statt.

### Wappen und Flagge
| Wappen des Landkreises Straubing-Bogen | Blasonierung: „Durch eine silberne Wellenleiste geteilt, oben in Grün eine silbern gekleidete und golden gekrönte Madonna in goldenem, zwölffachem Strahlenkranz, beseitet rechts von einer schräg gestellten goldenen Kornähre und links von einer schräglinks gestellten goldenen Kornähre, unten in Silber und Blau schräg gerautet.“ |

Beschilderung, nahe Reißing

| Wappen des Landkreises Straubing-Bogen | Wappenbegründung: Das heutige Wappen entstand im Wesentlichen aus den Wappen der früheren Landkreise Straubing und Bogen. Das Madonnasymbol repräsentiert die Madonna vom Bogenberg und entstammt dem alten Bogener Wappen, die zwei Kornähren symbolisieren die Fruchtbarkeit des Gäubodens (grün) und sind dem Straubinger Wappen entnommen. Die bayerischen Rauten waren Bestandteil beider Landkreiswappen, ebenso die Wellenleiste, die die Donau darstellt und den Schild teilt. Der Landkreis schmückt sich mit dem Beinamen „Heimat des bayerischen Rautenwappens“. In der Tat geht das weiß-blaue Rautenwappen (die heraldisch maßgebliche, oberste rechte Ecke – von vorne oberste linke – enthält ein Stück weißer Raute – daher weiß-blau und keineswegs blau-weiß) auf die Grafen von Bogen zurück, die im ehemaligen Altlandkreis Bogen zu Hause waren. Bereits 1247 hatten die Wittelsbacher das weiß-blaue Wappen von den Grafen von Bogen übernommen und benutzten es in der Folge als ihr Stammwappen. Seit 1835 wird es als Herzschild im Wappen der bayerischen Könige geführt und gilt seitdem als Symbol für ganz Bayern. Das Rautenwappen alleine wird als „kleines bayerisches Staatswappen“ geführt und trägt über dem Schild die Volkskrone. Als einziger Landkreis verwendet der Landkreis Straubing-Bogen eine weiß-blau gerautete Flagge mit dem Landkreiswappen im Bannerhaupt. Eine amtliche Hissflagge führt die Landkreis nicht. Lokal wird jedoch, angelehnt an die Bannerflagge, eine Flaggenbahn, belegt mit dem Landkreiswappen verwendet. |

## Wirtschaft und Infrastruktur
Im Zukunftsatlas 2016 belegte der Landkreis Straubing-Bogen Platz 210 von 402 Landkreisen, Kommunalverbänden und kreisfreien Städten in Deutschland und zählt damit zu den Regionen mit „ausgeglichenem Chancen-Risiko Mix“ für die Zukunft.

### Verkehr

#### Straße

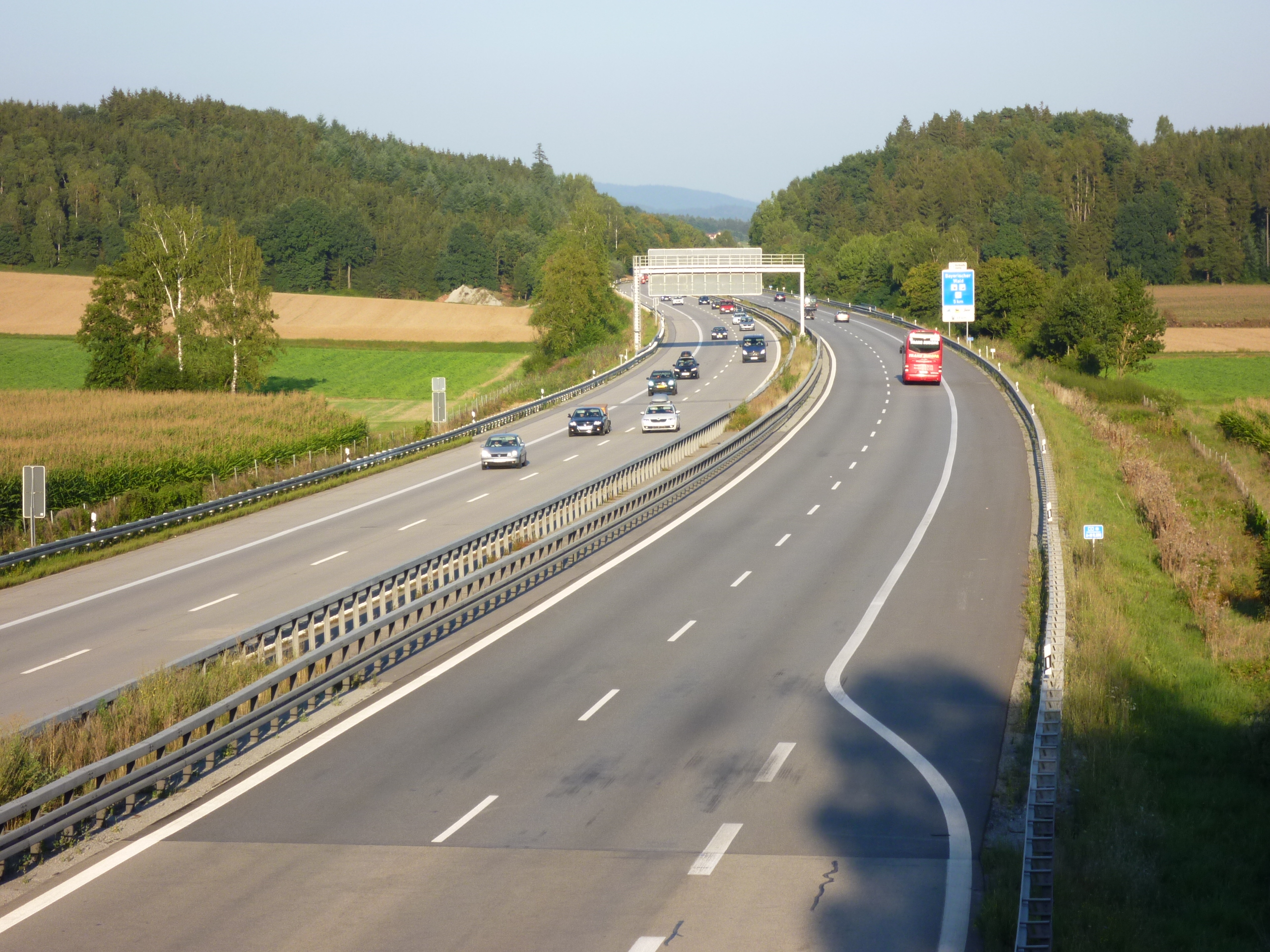
Die A 3 auf Höhe der Anschlussstelle Straubing; Blickrichtung Osten, im Hintergrund der Bayerische Wald

Der Landkreis ist durch die A 3 an das überörtliche Straßennetz angeschlossen. Daneben existieren mit der B 20, der  B 8, der  B 15 und  der  B 15n vier weitere Fernverkehrsstraßen im Landkreis.

#### Bahn
Durch den Landkreis führen vier Bahnlinien:
- die Bahnstrecke München–Regensburg
- die Bahnstrecke Regensburg–Passau
- die Bahnstrecke Straubing–Bogen (ehemals bis Miltach)
- die Bahnstrecke Neufahrn–Radldorf

Die AG der Bayerischen Ostbahnen führte ihre erste Verbindung Regensburg–Landshut–München im Jahre 1859 über Geiselhöring, wo ein Abzweig in Richtung Straubing entstand, der 1860 in Richtung Plattling fortgeführt wurde. Erst 1873 fiel der Umweg über Geiselhöring weg; fast gleichzeitig wurde auch die direkte Linie von Regensburg nach Landshut über Eggmühl eröffnet.
Die Bayerische Staatsbahn führte von Straubing aus 1895 die Bahnstrecke Straubing–Miltach über die Donau hinüber nach Bogen und im folgenden Jahr weiter hinein in den Bayerischen Wald bis Konzell Süd; der Anschluss nach Miltach folgte im Jahre 1905. Nachdem die 32 km lange Bahn von Bogen über Mitterfels und Konzell-Streifenau nach Miltach in den Bayerischen Wald hinein in den Jahren 1984 bis 1994 stillgelegt wurde, werden im Kreisgebiet anstatt zuvor 104 km nur noch 72 km Strecken im Personenverkehr bedient.

#### Wasserstraße

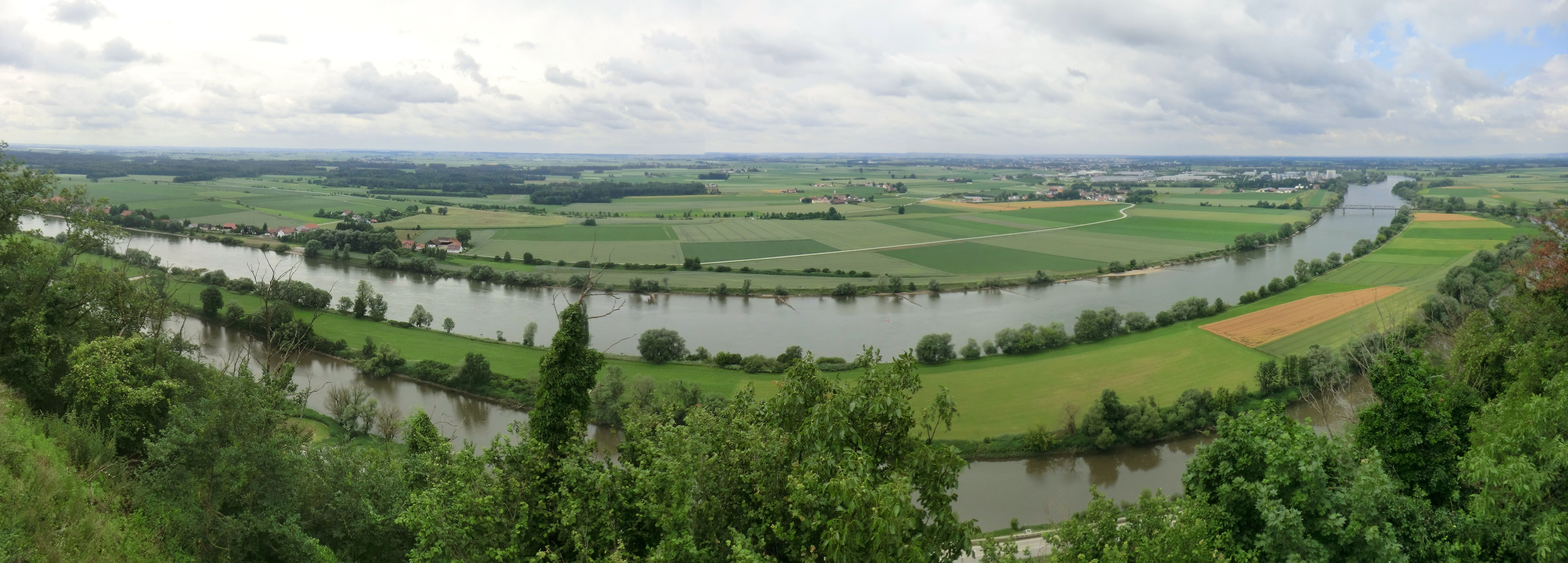
Blick vom Bogenberg Richtung Süden in den Gäuboden mit der Donau

Die Donau ist auf ihrer ganzen Länge durch den Landkreis eine Bundeswasserstraße.

#### Flugplatz
In der Gemeinde Atting existiert der Verkehrslandeplatz Straubing-Wallmühle.

## Gemarkungen
Im Landkreis gibt es 117 Gemarkungen mit 124 Gemarkungsteilen.

## Gemeinden
(Einwohner am 31. Dezember 2024)
| Städte 1. Bogen (10.453) 2. Geiselhöring (6964) Märkte 1. Mallersdorf-Pfaffenberg (6722) 2. Mitterfels (2760) 3. Schwarzach (2940) Weitere Gemeinden 1. Aholfing (1903) 2. Aiterhofen (3563) 3. Ascha (1592) 4. Atting (1673) 5. Falkenfels (1019) 6. Feldkirchen (1999) 7. Haibach (2036) 8. Haselbach (1875) 9. Hunderdorf (3238) 10. Irlbach (1124) 11. Kirchroth (3958) 12. Konzell (1838) 13. Laberweinting (3531) 14. Leiblfing (4349) 15. Loitzendorf (635) 16. Mariaposching (1402) 17. Neukirchen (1839) 18. Niederwinkling (2930) 19. Oberschneiding (3290) 20. Parkstetten (3323) 21. Perasdorf (526) 22. Perkam (1605) 23. Rain (2969) 24. Rattenberg (1671) 25. Rattiszell (1510) 26. Salching (2742) 27. Sankt Englmar (1827) 28. Stallwang (1421) 29. Steinach (3390) 30. Straßkirchen (3489) 31. Wiesenfelden (3912) 32. Windberg (1023) Landkreis (103.041) | Verwaltungsgemeinschaften 1. Aiterhofen (Gemeinden Aiterhofen und Salching) 2. Hunderdorf (Gemeinden Hunderdorf, Neukirchen und Windberg) 3. Mitterfels (Markt Mitterfels und Gemeinden Ascha, Falkenfels und Haselbach) 4. Rain (Gemeinden Aholfing, Atting, Perkam und Rain) 5. Schwarzach (Markt Schwarzach und Gemeinden Mariaposching, Niederwinkling und Perasdorf) 6. Stallwang (Gemeinden Loitzendorf, Rattiszell und Stallwang) 7. Straßkirchen (Gemeinden Irlbach und Straßkirchen) - Keine gemeindefreien Gebiete |

## Landratsamt

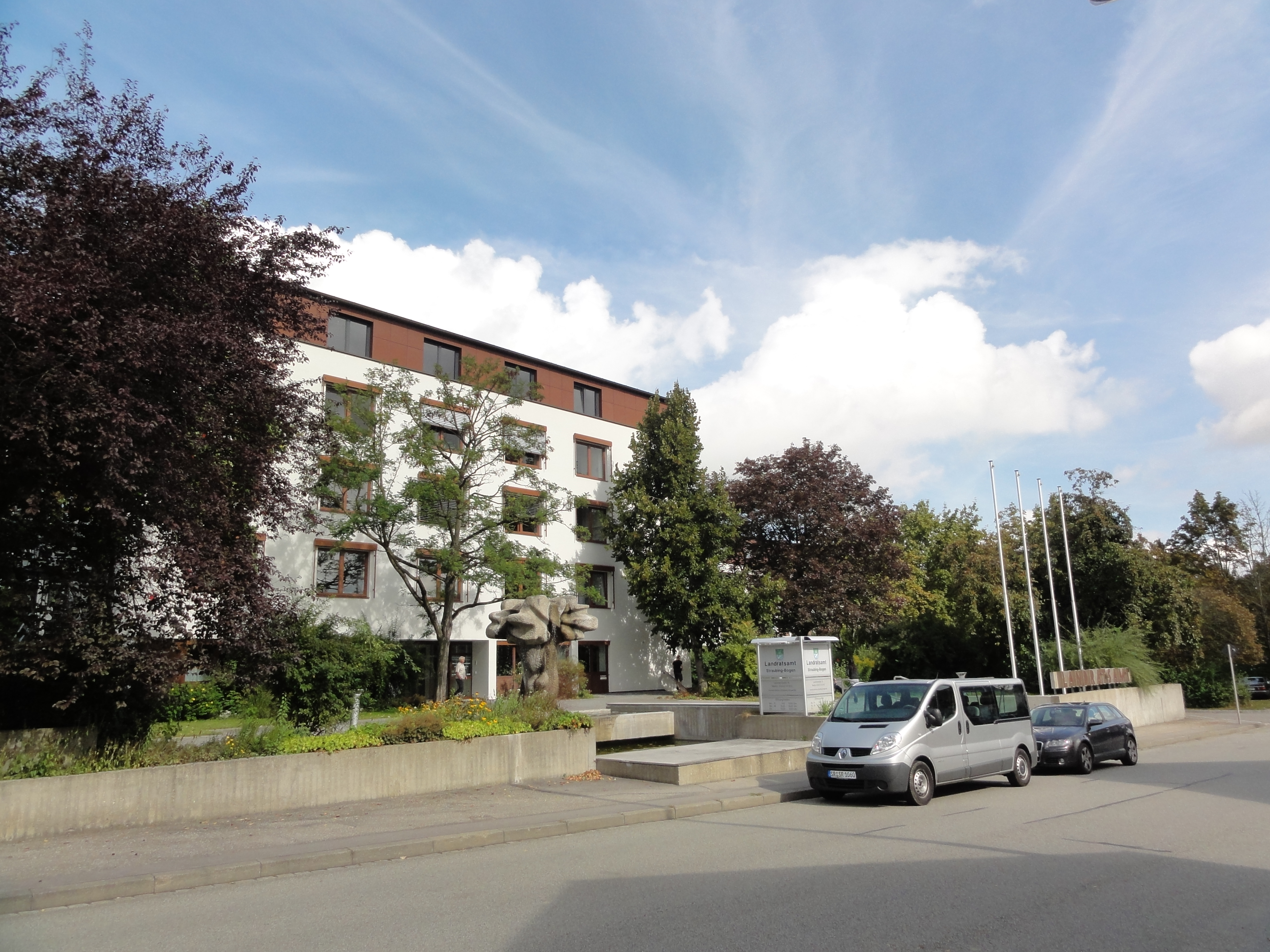
Dienstgebäude

Das Dienstgebäude des Landratsamtes Straubing-Bogen befindet sich in Straubing, Leutnerstr. 15.
Im Rahmen der Agenda 21 wurde beim Landratsamt ein „Zukunftsbüro“ eingerichtet.

## Schutzgebiete
Im Landkreis gibt es sieben Naturschutzgebiete, sieben Landschaftsschutzgebiete, zehn FFH-Gebiete und mindestens 27 vom Bayerischen Landesamt für Umwelt ausgewiesene Geotope (Stand August 2016).
Siehe auch:
- Liste der Naturschutzgebiete im Landkreis Straubing-Bogen
- Liste der Landschaftsschutzgebiete im Landkreis Straubing-Bogen
- Liste der FFH-Gebiete im Landkreis Straubing-Bogen
- Liste der Geotope im Landkreis Straubing-Bogen

## Kfz-Kennzeichen
Am 5. August 1974 wurde dem Landkreis das seit dem 1. Juli 1956 für den Landkreis Straubing gültige Unterscheidungszeichen SR zugewiesen. Es wird durchgängig bis heute ausgegeben.
Im Gegensatz zur kreisfreien Stadt Straubing folgen dem SR zwei Buchstaben (bei der Stadt Straubing ist dies einer).
Die im Rahmen der Kennzeichenliberalisierung mögliche Wiedereinführung der Altkennzeichen MAL (für Mallersdorf) und BOG (für Bogen) hat der scheidende Landrat Reisinger bis zum Ende seiner Amtszeit kategorisch abgelehnt.
Seit Ende Juli 2014 wird das Kennzeichen MAL hingegen im Nachbarlandkreis Landshut ausgegeben.
Seit dem 2. Juli 2018 sind die Unterscheidungszeichen BOG wieder und MAL auch im Landkreis Straubing-Bogen erhältlich.